# Маркиз де Альменара (1623)

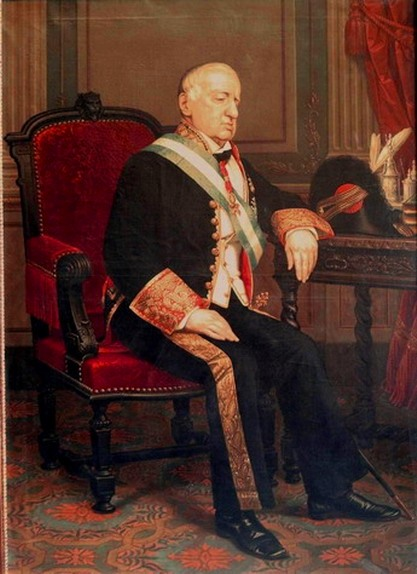
Хосе Рафаэль Фадрике де Сильва Фернандес де Ихар (1776—1863), 13-й маркиз де Альменара, 12-й герцог де Ихар, 13-й герцог де Лесера, 13-й герцог де Альяга, 13-й граф де Пальма-дель-Рио

Маркиз де Альменара — испанский дворянский титул. Он был создан 11 июля 1623 года королем Испании Филиппом IV для Луиса Антонио Фернандеса Портокарреро и Манрике, сеньора де Альменара и сына 1-го графа де Пальма-дель-Рио.
Название маркизата происходит от названия замка Альменара в окрестностях города Пеньяфлор, провинция Кордова.

## Маркизы де Альменара
Луис Антонио Фернандес де Портокарреро и Манрике (25 февраля 1566 — 1639), также известен как Луис Антонио Фернандес Портокарреро Боканегра, 3-й граф де Пальма-дель-Рио и 5-й сеньор де Альменара, сын Луиса де Портокарреро, сеньора де Альменара и его второй супруги, Луизы Манрике. Был женат на Франсиске де Мендосе, 5-й маркизе де Монтес-Кларос, дочери Хуана Уртадо де Мендосе и Луне, 2-го маркиза де Монтес-Кларос, и Исабель Манрике де Падилья. Его старшим сыном был 1-й маркиз де Альменара.
- Луис Андрес Фернандес Портокарреро и Гусман Портокарреро (род. 30 ноября 1597), 1-й маркиз де Альменара, также известен как Луис Андрес Фернандес Портокарреро Мендоса и Луна. Был женат на Леонор де Гусман Энрикес де Ривера Портокарреро, дочери Луиса де Гусмана и Гусмана, 2-го маркиза де Ла-Альгаба, и Инес Портокарреро и Энрикес. Он скончался при жизни отца, поэтому не носил титул графа де Пальма-дель-Рио. Ему наследовал его старший сын:

- Фернандо Луис Портокарреро и Мендоса (1630—1649) 2-й маркиз де Альменара, 4-й граф де Пальма-дель-Рио, 6-й маркиз де Монтескларос. В 1648 году женился на Антонии де Москосо Осорио и Фернандес де Кордове, дочери Лопе де Москосо Мендосы, 5-го маркиза де Альмасан, и Хуаны Фернандес де Кордовы и Рохас, 5-й маркизы де Поса. Ему наследовал их единственный сын:

- Луис Антонио Томас Портокарреро и Мендоса (7 марта 1649 — 1723), также известен как Луис Антонио Фернандес Портокарреро Боканегра, 3-й маркиз де Альменара, 5-й граф де Пальма-дель-Рио, 7-й маркиз де Монтескларос, гранд Испании с 1697 года, кавалер Ордена Сантьяго. Унаследовал титулы после смерти отца, когда ему было около пяти месяцев. Был женат на Марии Леонор де Москосо Осорио, дочери Гаспара де Москосо Мендосы, 6-го маркизы де Альмасан, и Инес де Гусман. Ему наследовал его сын:

- Хоакин Фернандес Портокарреро Мендоса и Луна (27 марта 1681 — 1723), также известен как Хоакин Фернандес Портокарреро Москосо Осорио, 4-й маркиз де Альменара и кавалер Ордена Сантьяго с 1700 года. Скончался не женатым после смерти отца, ему наследовал его младший брат:

- Гаспар Томас Фернандес Портокарреро (8 марта 1687 — 1730), 5-й маркиз де Альменара, 6-й граф де Пальма-дель-Рио, 8-й маркиз де Монтескларос, сын 3-го маркиза де Альменара. В 1726 году женился на Анне Мануэле Синфросе Манрике де Гевара и Манрике де Лара Веласко, 13-й герцогине де Нахера (1692—1730), 16-й графине де Валенсия-де-Дон-Хуан, 7-й графине де Ла-Ревилья, 15-й графине де Тревиньо и 11-й маркизе де Каньете. Ему наследовал их сын:

- Хоакин Мария Фернандес Портокарреро Манрике де Гевара (1729 — 17 марта 1731), 6-й маркиз де Альменара, 7-й граф де Пальма-дель-Рио. Скончался в возрасте двух лет, ему наследовал его дядя по отцовской линии:

- Агустин Хосе Фернандес де Портокарреро (19 марта 1689 — 27 июня 1748), 7-й маркиз де Альменара, 8-й граф де Пальма-дель-Рио, гранд Испании, 10-й маркиз де Монтескларос, декан Толедского кафедрального собора. Унаследовал титулы в 1731 году после смерти своего племянника. Ему наследовал его брат:

- Хоакин Фернандес Портокарреро и Мендоса (27 мая 1681 — 2 июня 1760), 8-й маркиз де Альменара, 9-й граф де Пальма-дель-Рио, 11-й маркиз де Монтескларос, кардинал с 1743 года. После его смерти судебную тяжбу за его наследство начали Педро де Алькантара де Сильва и Фернандес дле Ихар, герцог де Ихар; Карлос Гутьеррес де лос Риос, 5-й граф де Фернан-Нуньес; Вентура Осорио де Москосо, 10-й граф де Альтамира; Хуан Баутиста Сентурион, 7-й маркиз де Эстепа; Хоакин Антонио Палафокс, 6-й маркиз де Ариса, и Хосе Перес де Гусман. В 1761 году судебный процесс выиграл Педро де Алькантара де Сильва Фернандес де Ихар.

- Педро Пабло Алькантара де Сильва Фернандес де Ихар и Абарка де Болеа (25 ноября 1741 — 23 февраля 1808), 10-й маркиз де Альменара, 9-й герцог де Ихар, 10-й герцог де Лесера, 9-й герцог де Альяга, 8-й граф де Вальфогона, 10-й граф де Пальма-дель-Рио, 12-й маркиз де Монтескларос, сын Хоакина Диего де Сильвы Фернандеса де Ихара и Портокарреро де Вильяльпандо и Марии Энграсии Абарка де Болеа и Понс де Мендоса. Правнук Агустины де Портокарреро, сестры 4-го графа де Пальма-дель-Рио и 1-го маркиза де Альменара. В 1761 году он женился на Рафаэле де Палафокс Ребольедо и Крой д’Авре (1748—1777). Ему наследовал их сын:

- Агустин Педро де Сильва Фернандес де Ихар и Палафокс (14 апреля 1773 — 12 декабря 1817), 11-й маркиз де Альменара, 11-й граф де Пальма-дель-Рио, 10-й герцог де Ихар. Он был женат на Марии Фернанде Терезе Франсиске Хосефе Фитц-Джеймс Стюарт и Штольберг-Гедерн (1755—1852), дочери Чарльза Фитц-Джеймса, 4-го герцога де Бервика, и Каролины Августы, принцессы цу Штольберг-Гедерн. Ему наследовала их дочь:

- Мария Франсиска де Сильва-Фернандес де Ихар и Фитц-Джеймс Стюарт (1795 — 26 сентября 1818), 12-я маркиза де Альменара и 12-я графиня де Пальма-дель-Рио. Ей наследовал ей дядя:

- Хосе Рафаэль де Сильва Фернандес де Ихар-и-Палафокс (29 марта 1776 — 16 сентября 1863), 13-й маркиз де Альменара, 12-й герцог де Ихар, 13-й герцог де Лесера, 13-й герцог де Альяга, 13-й граф де Пальма-дель-Рио. В 1801 году он женился на Хуане Непомусене Фернандес де Кордове (1785—1808), дочери Хосе Марии Фернандесе де Кордовы и Сармьенто Сотомайора, 7-го графа де Сальватьерра, 9-го маркиза де Байдес, и Марии Антонии Фернандес де Вильярроэль. У супругов было трое детей: Каэтано (1805—1865), Андрес Авелино (1807—1885) и Мария Антония, умершая спустя одиннадцать месяцев. Ему наследовал его старший сын:

- Каэтано де Сильва и Фернандес де Кордова (2 ноября 1805 — 25 января 1865), 14-й маркиз де Альменара, 13-й герцог де Ихар, 14-й герцог де Альяга, 14-й граф де Пальма-дель-Рио, 14-й граф де Аранда, 11-й граф де Сальватьерра. В 1825 году он женился на Марии де ла Соледад Бернуй и Вальда (1806—1871), дочери Франсиско де Паулы Бернуй и Вальда, маркиза де Вальпараисо и графа де Монтеалегре, и Анны Агапиты де Вальда Телеиро и Мальдонадо. Ему наследовал их единственный сын:

- Агустин де Сильва и Бернуй Фернандес де Ихар (18 мая 1826 — 16 мая 1872), 15-й маркиз де Альменара, 14-й герцог де Ихар, 15-й герцог де Альяга. Был женат на Луизе Рамоне Фернандес и Вера де Арагон (1827—1902), дочери Франсиско де Паулы Фернандеса де Кордовы и Фернандеса де Кордовы, 10-го маркиза де Бакарес, и Марии Мануэлы де Вера Арагон и Нин де Сатрильяс, 5-й маркизы де Пеньяфуэнте. Их брак был бездетным, ему наследовал его племянник:

- Альфонсо де Сильва Фернандес и Кэмпбелл (8 августа 1848 — 17 февраля 1930), 16-й маркиз де Альменара, 15-й герцог де Ихар. Единственный сын Андреса Авелино де Сильвы и Фернандеса де Кордовы (1806—1885), 13-го герцога де Альяга, и Марии Изабель Каролины Кэмпбелл и Винсент (1820—1894), дочери Уильяма Джонстона Кэмпбелла и Анны Марии Винсент. Был женат на Марии дель Дульче Номбре Фернандес де Кордове и Перес де Баррадас (1854—1923), дочери Луиса Фернандеса де Кордовы и Понсе де Леон, 15-го герцога де Мединасели, и Анхелы Аполонии Перес де Баррадас и Бернуй. Ему наследовал их старший сын:

- Альфонсо де Сильва Фернандес де Ихар и Фернандес де Кордова (4 июля 1877 — 8 мая 1955), 17-й маркиз де Альменара,16-й герцог де Ихар, гранд Испании, 17-й герцог де Альяга, 17-й граф де Аранда, 11-й маркиз де Сан-Висенте-дель-Барко, 12-й граф де Сальватьерра, 23-й граф де Рибадео. В феврале 1899 года женился на Марии дель Росарио Гуртубай и Гонсалес де Кастехон (1879—1948), дочери Хуана Круса Гуртубай Меаса и Аделаиды Венсеслады Анхелы Моники Марии Консепсьон Гонсалес де Кастехон и Торре. Ему наследовала его внучка:

- Мария дель Росарио Каэтана Фитц-Джеймс Стюарт и Сильва (28 марта 1926 — 20 ноября 2014), 18-я маркиза де Альменара, 17-я герцогиня де Ихар, 17-я герцогиня де Альяга, 18-я герцогиня де Альба-де-Тормес, 11-я герцогиня де Бервик, 11-я герцогиня де Лирия-и-Херика, 14-я герцогиня де Монторо, 11-я герцогиня де Уэскар, 3-я герцогиня де Архона, 14-я графиня-герцогиня де Оливарес, 11-я маркиза де Сан-Висенте-дель-Барко, 18-я графиня де Пальма-дель-Рио и т. д.

1. Супруг с 1947 года Луис Мартинес де Ирухо и Артаскос (1919—1972)
2. Супруг с 1978 года Хесус Агирре и Ортис де Сапате (1934—2001)
3. Супруг с 2011 года Альфонсо Диес Карабантес (род. 1950). Ей наследовал её второй сын от первого брака:

- Альфонсо Мартинес де Ирухо и Фитц-Джеймс Стюарт (род. 22 октября 1950), 19-й маркиз де Альменара, 18-й герцог де Ихар, 18-й герцог де Альяга, маркиз де Орани, 18-й граф де Аранда, 14-й граф де Рибадео, 17-й граф де Гимера, 19-й граф де Пальма-дель-Рио.

1. Супруга с 1977 года принцесса Мария да ла Сантисима де Гогенлоэ-Лангенбург (род. 1957), дочери принца Кристиана де Гогенлоэ-Лангенбурга и Кармен де ла Гуарда и Медина (розвод в 1987 году). Он передал титул маркиза своему второму сыну:

- Хавьер Мартинес де Ирухо и Гогенлоэ-Лангенбург (род. 9 января 1981), 20-й маркиз де Альменара.

1. Супруга с 2008 года Инес Домек и Фернандес-Говантес (род. 1983).